# Kelia Le Bihan
Kelia Le Bihan (* 7. Januar 1999) ist eine französische Tennisspielerin.

## Karriere
Le Bihan bestreitet hauptsächlich Turniere der ITF Women’s World Tennis Tour, wo sie bislang einen Doppeltitel gewinnen konnte.

## Turniersiege

### Doppel
| Nr. | Datum             | Turnier  | Kategorie   | Belag     | Partnerin         | Finalgegnerinnen               | Ergebnis         |
| --- | ----------------- | -------- | ----------- | --------- | ----------------- | ------------------------------ | ---------------- |
| 1.  | 17. Dezember 2016 | Djibouti | ITF $10.000 | Hartplatz | Kassandra Davesne | Riya Bhatia Margarita Lasarewa | 6:3, 4:6, [10:8] |